# Alvaro
Jasper Helderman, művészi nevén Alvaro (Amszterdam, 1987. január 27. –) holland EDM producer és DJ.
Együttműködött több más DJ-vel és énekessel, pl. Lil Jon-nal, Will.I.Am-mel (Black Eyed Peas), Pitbull-lal, Diplo-val, Mercer-rel.Leghíresebb számai a Welcome To The Jungle, a Make Me Jump és a Make The Crownd GO. Fellép az Ultra Music Festivalon, az EDC-n, a Tomorrowland-en és a Creamfields-en.

## Zenéi

### Kislemezek[3]
| Év   | Cím                                               | Kiadó               |
| ---- | ------------------------------------------------- | ------------------- |
| 2010 | Can You Feel It (Quintino-val)                    | SupersoniQ          |
| 2011 | Ready 4 This (Artistic Raw-vel)                   | Spinnin' Records    |
| 2012 | Wataah (The Partysquad-dal)                       | Spinnin' Records    |
| 2012 | Voodoo People                                     | Doorn Records       |
| 2012 | Make the crowd GO                                 | Spinnin' Records    |
| 2012 | Make Me Jump                                      | Musical Freedom     |
| 2012 | Rock Music                                        | Revealed Recordings |
| 2013 | World In Our Hands (Quintino-val)                 | Spinnin' Records    |
| 2013 | NaNaNa (MOTi-val)                                 | Hysteria            |
| 2013 | Welcome To The Jungle (Mercer-rel és Lil Jon-nal) | Revealed Recordings |
| 2013 | Out Of Controls (Tiesto-val)                      | Musical Freedom     |
| 2014 | Ready For Action (Joey Dale-lel)                  | Spinnin' Records    |
| 2014 | Shades                                            | Musical Freedom     |
| 2014 | The Underground (Carnage-dzsel)                   | Spinnin' Records    |
| 2014 | Dagga (Dirtcaps-szel)                             | Smash The House     |
| 2014 | Boomshakatak (Wiwek-kel ft. MC Spyder)            | Barong Family       |
| 2014 | Oldskool (Van Dalen-nel)                          | Doorn Records       |
| 2015 | Guest List (Jetfire-rel)                          | Musical Freedom     |

### Remixei
2010:Quintino - You Know What (Alvaro Remix)
2010:Quintino ft. Mitch Crown - You Can't Deny (Alvaro Remix)
2010:Tony Junior, Nicolas Cox - Loesje (Alvaro Remix)
2011:Dada Life - White Noise/Red Meat (Alvaro Remix)
2011:Nari & Milani, Christian Marchi - Take Me To The Stars ft. Shena (Alvaro Remix)
2011:Diplo & Dillon Francis - Que Que ft. Maluca (Alvaro Remix)
2012:Billy The Kit, Duvall, Stennis - Higher (Alvaro Remix)
2013:Timmy Trumpet - Snapback (Alvaro Remix)